# Silencio roto
Silencio roto és una pel·lícula espanyola del 2001 que mostra la vida en un poble petit després de la Guerra Civil Espanyola en els anys 1944-1948. Fou dirigida per Montxo Armendáriz, i protagonitzada per Lucía Jiménez i Juan Diego Botto. Es va rodar a Artzi (Navarra).

## Sinopsi
El 1944 Lucía, una dona jove, torna al seu poble del Nord d'Espanya després de nou anys perquè la seva mare té uns altres cinc fills i ha de treballar. Després d'arribar, Lucía es retroba amb els seus amics d'infantesa, viu amb Teresa i comença a treballar al seu bar. També coneix Manuel, que col·labora amb els maquis. Atreta per Manuel i veient com els soldats tracten la gent del poble, col·labora amb els guerrillers.

## Repartiment
- Lucía Jiménez - Lucía
- Juan Diego Botto - Manuel
- Mercedes Sampietro - Teresa
- Álvaro de Luna - Don Hilario
- María Botto - Lola
- Rubén Ochandiano - Sebas
- María Vázquez - Sole
- Joseba Apaolaza - Tinent
- Pepo Oliva - Cosme
- Jordi Bosch - Sergent

## Premis i nominacions
Medalles del Cercle d'Escriptors Cinematogràfics
| Categoria                | Persona         | Resultat   |
| ------------------------ | --------------- | ---------- |
| Millor actriu secundària | Mercè Sampietro | Guanyadora |

XVI Premis Goya (2001)
| Categoria              | Persona          | Resultat |
| ---------------------- | ---------------- | -------- |
| Millor actor revelació | Rubén Ochandiano | Candidat |

Festival de Cinema d'Espanya de Tolosa de Llenguadoc (2001)premi del Jurat per Montxo Armendáriz i menció especial a Mercè Sampietro